# Площа Азії (Сінгапур)
Площа Азії - це торгівельно-офісна будівля, розташована вздовж Марина-В'ю в діловому та фінансовому окрузі Марина-Бей в Сінгапурі . Будівля складається з     офісних приміщень, понад 30 розважальних та ресторанних приміщень, а також найбільшого спортзалу у Центральному діловому районі . 
Площа Азії - це також перша комерційна розробка в Сінгапурі, інтегрована з бізнес-готелем Сінгапур Westin, розташованим у Башті 2.  

## Історія
Башта 1 Площі Азії складається з 43 поверхів, була офіційно відкрита 8 листопада 2011 року старшим міністром з питань надзвичайних ситуацій Гохом Чок Тонгом .  Почесне консульство Словенії знаходиться на дев'ятому поверсі цієї будівлі. 
Башта 2 Площі Азії, що складається з 46 поверхів, була офіційно відкрита 19 листопада 2013 року. 

## Орендарі
Citi є основним орендарем Башти 1, що дає Citi право на зовнішні вивіски на будівлі. У Башті 1 також розташовані Citi Asia Pacific, штаб-квартира Citi Singapore та приватний банк Citi. До інших орендарів Башти 1 належать глобальний інвестиційний банк New State Corporation, заснована в Тайбеї група глобальних фінансових послуг CTBC Bank, China Citic Bank International, Julius Baer, міжнародна штаб-квартира China Fortune Land Development, Швейцарський національний банк, Bank Sarasin, Lloyd's of London, Marsh McLennan, White Case, Booz Allen Hamilton, Royal Bank of Canada, Fidelity та Sinochem .  
Орендарі Башти 2 включають: Mizuho, Allianz, Westpac, Bank Mandiri, Just Office, Mercuria Energy Trading, Національний банк Австралії, Nikko Asset Management, Edrington, Platinum Equity Advisors, Рассел Рейнольдс, Scor Re та Swiss Re .     